# Brusc despertar
Brusc despertar (títol original: Rude Awakening) és una comèdia estatunidenca dirigida per David Greenwalt i Aaron Russo estrenada l'any 1989. Ha estat doblada al català.

## Argument
En els anys seixanta, dos hippies s'amaguen a la jungla fugint de l'FBI. Quan tornen a Nova York en els anys vuitanta, els seus companys i amics hippies resulta que s'han convertit en rics yuppies.

## Repartiment
- Cheech Marin: Jesus Montea
- Eric Roberts: Fred Wook
- Julie Hagerty: Petra Black
- Robert Carradine: Sammy Margolin
- Buck Henry: Lloyd Stool
- Louise Lasser: Ronnie Summers
- Cindy Williams: June Margolin
- Andrea Martin: April Stool
- Cliff De Young: Agent Brubaker
- Dion Anderson: Dr. Binibon
- Peter Boyden: Dr. Childs
- Nicholas Wyman: Dr. Abbott
- Michael Luciano: Martin
- Tom Sizemore